# Carney Chukwuemeka
Carney Chibueze Chukwuemeka (ur. 20 października 2003 w Eisenstadt) – angielski piłkarz nigeryjskiego pochodzenia występujący na pozycji pomocnika w angielskim klubie Chelsea oraz w reprezentacji Anglii do lat 19. 
Wychowanek Northampton Town, w trakcie swojej kariery grał także w Aston Villi, Borussii Dortmund .